# Edward Boscawen
Edward Boscawen (19. srpna 1711, Tregothnan, Cornwall, Anglie – 10. ledna 1761, Hatchlands Park, Surrey, Anglie) byl britský admirál. U královského námořnictva sloužil od svých čtrnácti let, vynikl účastí v koloniálních válkách proti Francii a ve velmi mladém věku dosáhl vysokých hodností. Svými aktivitami přispěl k rozšíření britské koloniální říše v severní Americe a Indii. Proslul za sedmileté války v několika střetnutích s Francií, především v roce 1759 ve dvou bivách u Gibraltaru. Byl též dlouholetým členem Dolní sněmovny a zastával čestné hodnosti v rodném Cornwallu. V administraci Royal Navy zastával během sedmileté války funkci prvního námořního lorda (1756–1761).

## Životopis

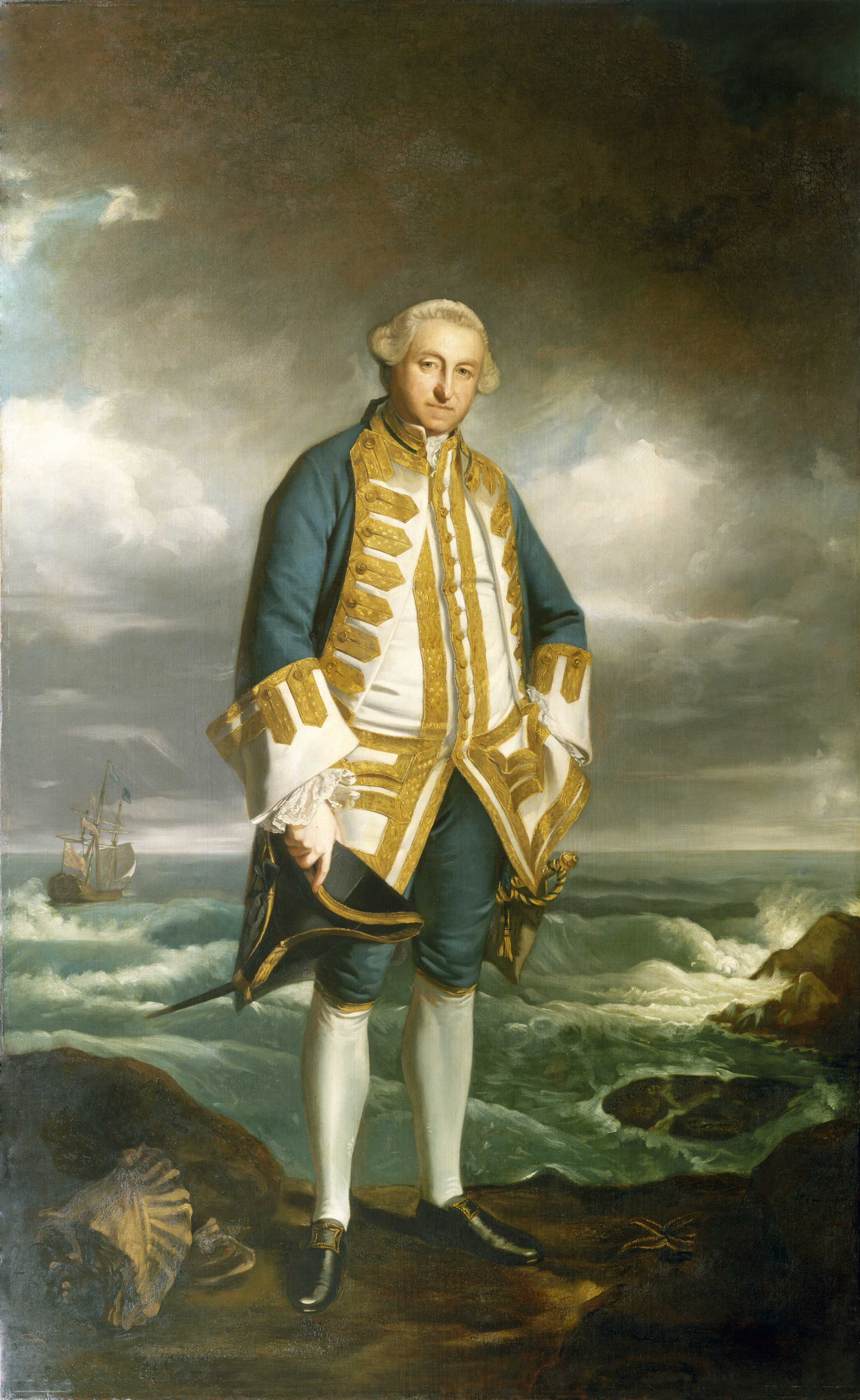
Portrét kapitána Edwarda Boscawena ze sbírek Národního námořního muzea v Greenwichi)

Pocházel ze starobylého šlechtického rodu z Cornwallu připomínaného od 13. století. Narodil se na zámku Tregothnan House jako mladší syn politika a dvořana Hugha Boscawena, 1. vikomta Falmoutha (1679–1734), po matce Charlotte, rozené Godfrey (1681–1754), byl vnukem Arabelly Churchillové, bývalé milenky krále Jakuba II.  Do Royal Navy vstoupil ve čtrnácti letech, v Karibiku se zúčastnil války proti Španělsku a pod velením admirála Charlese Wagera se v roce 1729 vrátil do Evropy. V roce 1732 byl povýšen na poručíka a sloužil ve Středozemním moři, rozhodnutím admirála Norrise obdržel již v roce 1735 samostatné velení lodi (padesátidělová HMS Leopard). V roce 1738 již v hodnosti kapitána doprovázel admirála Vernona do Karibiku a během války o Jenkinsovo ucho se vyznamenal ostřelováním španělské pevnosti Porto Bello v dnešní Panamě. Zúčastnil se prohrané bitvy u Cartageny (1741), ale poté vynikl v dalších bojích v Karibiku. V roce 1742 se vrátil do Anglie a pod velením admirála Norrise operoval v Lamanšském průlivu. Během války o rakouské dědictví vynikl především v bitvě u Finisterre (1747), kde byl zraněn. Ve věku pětatřiceti let dosáhl hodnosti kontradmirála (1747) a byl vyslán do Indie, kde opět bojoval proti Francouzům, tentokrát nepříliš úspěšně, podařilo se mu ale získat kontrolu nad Madrasem (1749). Jeho vlajková loď HMS Namur byla zničena v dubnu 1749 při mořské bouři u pevnosti Fort St David a zahynulo přes 500 mužů posádky (Boscawen v té době pobýval se svým štábem na břehu).
V roce 1742 byl zvolen do Dolní sněmovny a poslancem zůstal až do smrti. Zastupoval cornwallské město Truro a v politice se přidal k toryům, vzhledem k časté službě na moři se ale zasedání parlamentu zúčastnil jen zřídka. V roce 1751 byl admirálem Ansonem přizván do vlády jako lord admirality a tuto funkci zastával v několika kabinetech deset let (1751–1761). Jako nejvýše postavený námořní důstojník ve sboru lordů admirality byl dvakrát označován jako první námořní lord (1756–1757 a 1757–1761). Kromě toho zastával čestné funkce v rodném Cornwallu, kde byl viceadmirálem na pobřeží (1755–1761) a lordem-místodržitelem (1758–1761).

### Sedmiletá válka
Mezitím v roce 1755 dosáhl hodnosti viceadmirála a byl jmenován vrchním velitelem britského námořnictva u břehů severní Ameriky. Téhož roku ještě před začátkem sedmileté války u ostrova Newfoundland zajal dvě francouzské lodě a 1500 francouzských námořníků. Kvůli onemocnění značné části posádky se musel vrátit do Anglie, na počátku sedmileté války se stal zástupcem vrchního velitele admirála Hawkea a v roce 1758 dosáhl hodnosti admirála. V roce 1757 byl členem válečného soudu, který k trestu smrti odsoudil admirála Johna Bynga za ztrátu ostrova Menorca. Boscawen pak znovu odplul do severní Ameriky, kde se vyznamenal obléháním Louisbourgu, čímž připravil půdu pro opanování francouzských kolonií v Kanadě (1758). Na jaře 1759 převzal vrchní velení flotily směřující z Ameriky do Středomoří s cílem zabránit francouzské invazi na britské ostrovy. Nejprve řídil blokádu Toulonu v jižní Francii a poté ve dvoudenní bitvě u Lagosu poblíž Gibraltaru v srpnu 1759 dosáhl rozhodujícího vítězství nad francouzským loďstvem. Za své služby obdržel poděkování obou komor parlamentu, byl jmenován členem Tajné rady (1759) a obdržel roční penzi ve výši 3 000 liber. Získal také čestné občanství v Edinburghu a stal se generálem námořní pěchoty (Royal Marines). Na podzim 1759 operoval u břehů Bretaně (kde krátce poté admirál Hawke vybojoval další vítěznou bitvu u Quiberonu, ale ze zdravotních důvodů se musel vrátit do Anglie. Zemřel ve věku nedožitých padesáti let na svém sídle Hatchlands Park.

## Rodinné a majetkové poměry

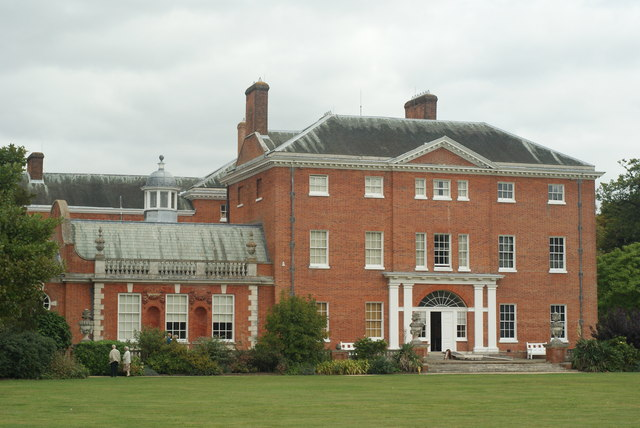
Zámek Hatchlands Park

Díky kořisti ze zajatých francouzských lodí Edward Boscawen dosáhl značného bohatství a to mu umožnilo vybudovat honosné rodové sídlo poblíž Londýna. Zámek Hatchlands Park v hrabství Surrey necchal postavit v roce 1758 na panství, které zakoupil o několik let dříve. Dědicové prodali sídlo již v roce 1770.
Jeho manželkou byla od roku 1742 Frances Glanville (1719–1805), která patřila k významným osobnostem britské společnosti, v Londýně vedla vyhlášený společenský salón a koncem 18. století nepřímo iniciovala změnu časových stravovacích návyků v Londýně.
- 1. Edward Hugh (1744–1774), poslanec Dolní sněmovny 1767–1774
- 2. Frances (1746–1813), ∞ 1773 John Leveson-Gower (1740–1792), admirál, první námořní lord 1783–1789
- 3. Elizabeth (1747–1828), ∞ 1766 Henry Somerset, 5. vévoda z Beaufortu (1744–1803)
- 4. George Evelyn (1758–1808), 1782 dědic titulu vikomta Falmoutha a člen Sněmovny lordů, kapitán královské gardy 1797–1799

Edward Boscawen pocházel z početné rodiny a měl několik bratrů. George (1712–1775) a John (1714–1767) sloužili v armádě a za sedmileté války dosáhli generálských hodností. Nejstarší z bratrů Hugh Boscawen, 2. vikomt Falmouth (1707–1782), kromě hodnosti generála zastával také hodnosti u dvora a byl členem Sněmovny lordů. Zemřel bez potomstva a titul vikomta pak zdědil jeho synovec George.